# Leipziger Blätter
Leipziger Blätter ist eine zweimal jährlich in Leipzig erscheinende Kulturzeitschrift, von der in loser Folge auch Sonderausgaben aufgelegt werden.

## Gründung, Erscheinen
Begründet wurde die Zeitschrift durch den Schriftsteller und Literaturwissenschaftler Helmut Richter. Die Leipziger Blätter erscheinen seit 1982. Herausgeber war von 1982 bis 1990 die Abteilung Kultur des Rates des Bezirkes Leipzig, ab 1991 die Kulturstiftung Leipzig. Die Zeitschrift wird seit 1992 im Passage-Verlag publiziert, zuvor im Seemann Verlag. Die Auflagenhöhe beträgt 3000 Exemplare.
Zum Themenkreis der Zeitschrift gehören Stadtgeschichte, Kunst, Musik, Architektur und Denkmalpflege, Umweltschutz, Buch- und Verlagswesen, Stadt- und Regionalentwicklung. Die anspruchsvoll gestalteten Beiträge kommentieren die kulturelle Entwicklung mit kritischem Blick. Detaillierte Quellenangaben werden nicht verzeichnet.